# مرو أزرق
مرو أزرق (الاسم العلمي:Maerua glauca) هو نوع من النباتات يتبع جنس المرو من الفصيلة القبارية.